# Justicia (Schiff, 1914)
Die Justicia war ein 1914 unter dem Namen Statendam (II) vom Stapel gelaufener Ozeanriese, den die niederländische Reederei Holland-America Line in Auftrag gegeben hatte.
Da die britische Marine im Ersten Weltkrieg große Passagierschiffe für den Einsatz als Truppentransporter und Lazarettschiff benötigte, wurde die Justicia gleich nach ihrer Fertigstellung 1917 von der britischen Regierung übernommen und als Truppentransporter eingesetzt.
Am 20. Juli 1918 sank das Schiff nach dem Beschuss durch zwei deutsche U-Boote mit mindestens 10 Todesopfern rund 28 Meilen nordwestlich von Malin Head, wo sie seither in 64 Metern Tiefe auf ihrer Backbordseite ruht. Mit einem Rauminhalt von 32.234 Bruttoregistertonnen war die Justicia nach dem auf eine U-Boot-Mine aufgelaufenen Lazarettschiff Britannic (48.158 BRT) das zweitgrößte im Ersten Weltkrieg versenkte Schiff und das größte, das durch einen direkten U-Boot-Angriff verloren ging.

## Entstehungsgeschichte

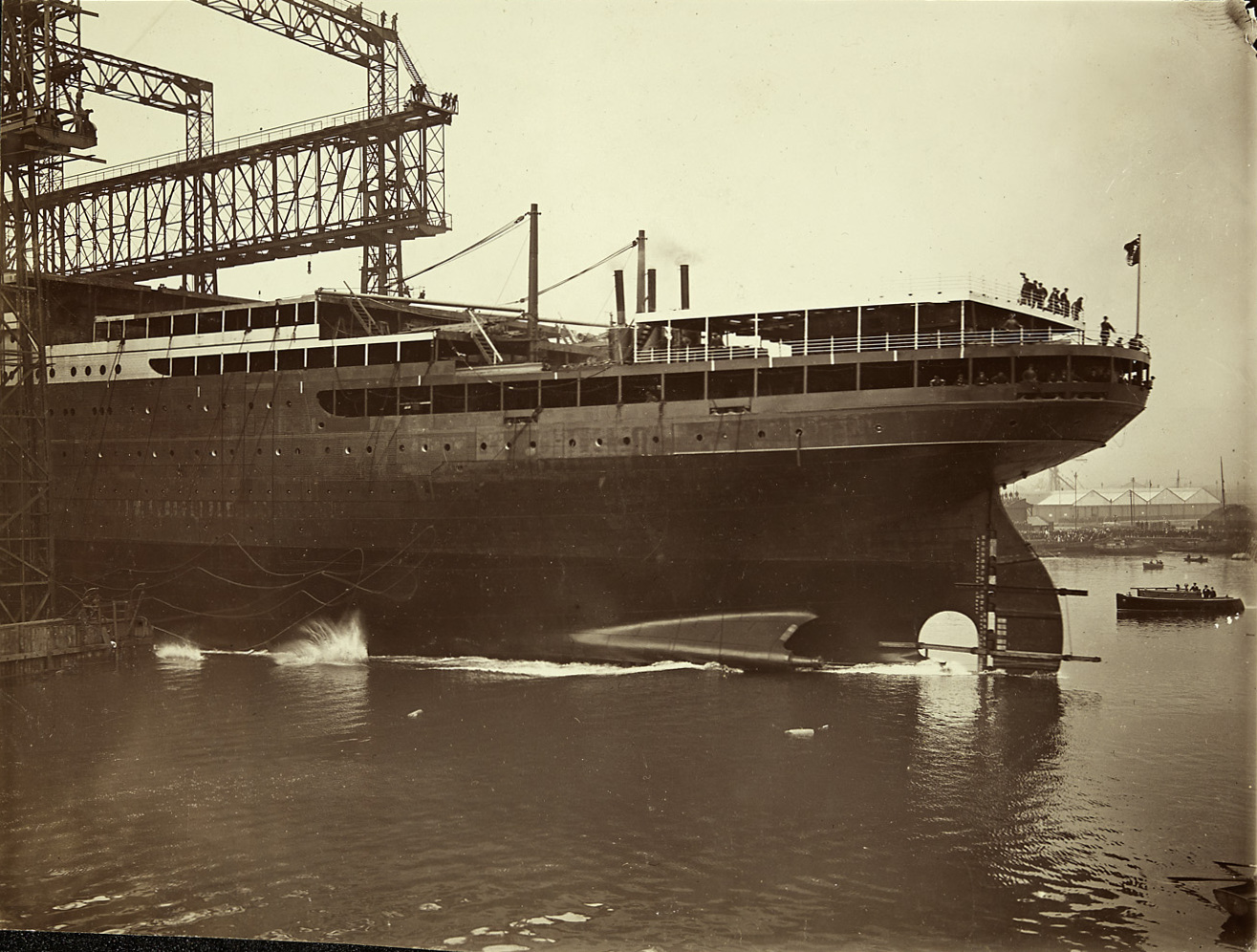
Der Stapellauf am 9. Juli 1914 (Foto: Robert Welch).

Die Justicia  war als Passagierschiff für den Transatlantikdienst nach New York City der niederländischen Holland-America Line (HAL) geplant und wurde 1912 auf der Belfaster Schiffswerft Harland & Wolff auf Kiel gelegt. Das 225,7 Meter lange und 26,33 Meter breite Schiff lief am 9. Juli 1914 vom Stapel und wurde auf den Namen Statendam (II) getauft. Mit einer Tonnage von 32.234 BRT wäre die Statendam das größte Passagierschiff unter niederländischer Flagge und neben der Olympic (45.234 BRT) der White Star Line, der Paris (34.569 BRT) der französischen CGT und der Mauretania (31.938 BRT) und Lusitania (31.550 BRT) der Cunard Line eines der größten Passagierschiffe der Welt gewesen. Sie sollte das neue Flaggschiff der Reederei und auch ein Symbol dafür sein, dass die Niederlande mit Großbritannien und Deutschland im Rennen um immer größere und immer luxuriöse Schiffe mithalten konnten.
Da sich der Geschäftsführer der Holland-America Line, Johan Reuchlin, für die Ausstattung der Statendam von der Olympic-Klasse der White Star Line inspirieren lassen wollte, nahm er im April 1912 als Passagier Erster Klasse an der Jungfernfahrt der Titanic teil. Die Holland-America Line war Teil von J. P. Morgans International Mercantile Marine Company (IMMC), daher war Reuchlin Ehrengast auf der Titanic und musste sein Ticket nicht bezahlen. Er kam beim Untergang des Schiffs ums Leben.

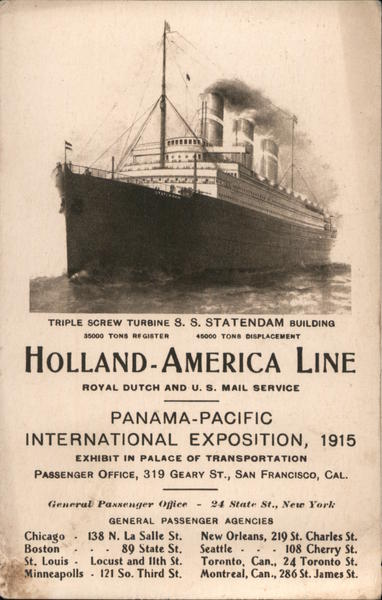
Werbeplakat für die Panama-Pacific International Exposition von 1915 mit einer Darstellung, wie die fertiggestellte Statendam im Passagierdienst ausgesehen hätte.

An Bord des Schiffs sollte Platz für insgesamt 3230 Passagiere sein, davon 600 in der Ersten Klasse, 600 in der Zweiten Klasse und 2030 in der Dritten Klasse. Die Besatzung sollte aus 706 Personen bestehen. Für den Komfort der Fahrgäste waren eine 20 Meter hohe Halle und ein Palmengarten vorgesehen. Im Schiffsrumpf waren zwei Dampfmaschinen (Dreifachexpansionmaschinen) und eine Niederdruck-Dampfturbine installiert, die auf zwei Außenpropeller und einen Innenpropeller wirkten und für eine Reisegeschwindigkeit von 18 Knoten ausgelegt waren. Die Kohle wurde in insgesamt zwölf Dampfkesseln verfeuert.
Gleich nach dem Stapellauf begann die Ausrüstung des Schiffs. Nach Ausbruch des Ersten Weltkriegs ließ die Holland-America Line die Arbeiten aber im September 1914 vorerst einstellen. 1915 wurde die Statendam von der britischen Regierung erworben, die sie aufgrund ihrer Größe als Truppentransporter einsetzen wollte. Die kriegsbedingte Knappheit an Arbeitskräften und Material verlangsamten die Fertigstellung des Schiffs jedoch erheblich. Erst am 7. April 1917 wurde das Schiff übergeben.
Ursprünglich war geplant, den Dampfer der Cunard Line zuzuteilen, die einen Ersatz für ihre kurz zuvor versenkte RMS Lusitania benötigte. Der Tradition der Cunard Line entsprechend erhielt die Statendam einen neuen Namen mit der Endung -ia – Justicia (lat. für Gerechtigkeit). Die Cunard Line bekam jedoch in der Eile keine Mannschaft für die Justicia zusammen. Da die Regierung das Schiff schnellstmöglich zum Einsatz bringen wollte, wurde es kurzerhand der White Star Line übergeben, die es mit der Mannschaft der erst kürzlich versenkten HMHS Britannic bemannen konnte.

## Kriegseinsatz und Versenkung
Mit einer Kapazität von 4000 Soldaten transportierte die Justicia ab 1917 für die britische Admiralität Truppen von Australien und Neuseeland nach Großbritannien und später für die United States Army von New York nach Liverpool. Nach einem erfolglosen U-Boot-Angriff am 23. Januar 1918 in der Irischen See wurde der bis dahin graue Rumpf der Justicia mit einem Tarnanstrich versehen.
Am 18. Juli 1918 um 17:15 Uhr legte die Justicia ohne Truppen an Bord unter dem Kommando von Kapitän Hugh F. David in Liverpool zu einer weiteren Fahrt nach New York ab. Sie fuhr im Konvoi OLX 39, zu dem außer ihr noch die Schiffe Melita, Teiresias, Mentor, Nestor, die Metagama der Canadian Pacific Line und die Lapland der Red Star Line gehörten. Der im Zickzackkurs fahrende Konvoi wurde von acht britischen Zerstörern begleitet.

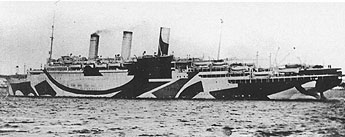
Die Justicia mit Tarnanstrich (1918).

Als sich die Justicia am 19. Juli 1918 23 Seemeilen südlich des Barra Head Lighthouse an der Südspitze der Äußeren Hebriden befand, wurde sie um 14:30 Uhr bei klarem Wetter von dem deutschen U-Boot UB 64 unter dem Kommando von Kapitänleutnant Otto von Schrader torpediert. Sie wurde an der Backbordseite auf Höhe des Maschinenraums getroffen und bekam Schlagseite. Durch das Schließen ihrer wasserdichten Schotten konnte ihr Untergang verhindert werden. Kapitän David ließ die Rettungsboote klarmachen und mit Proviant versorgen. UB 64 schoss gegen 16:30 Uhr zwei weitere Torpedos ab, von denen einer versagte. Da die Justicia manövrierunfähig war und die Fahrt nicht aus eigener Kraft wieder aufnehmen konnte, wurde sie von dem Schlepper Sonia in Schlepp genommen, der mit ihr die irische Bucht Lough Swilly ansteuerte.
Gegen 20 Uhr griff UB 64, das in der Nähe geblieben war, ein drittes Mal mit einem Torpedo an. Dieser konnte aber von der Geschützmannschaft der Justicia vor dem Einschlag zerstört werden. Das U-Boot wurde dann von den Zerstörern Marne, Milbrook und Pigeon mit Wasserbomben angegriffen und leicht beschädigt, woraufhin es abdrehte. Der größte Teil der Besatzung der Justicia wurde nun von Bord gebracht; nur eine 16-köpfige Restmannschaft verblieb auf dem Schiff.
Am folgenden Tag, dem 20. Juli 1918, wurde die Justicia um 04:30 Uhr morgens von einem anderen deutschen U-Boot, UB 124 unter dem Kommando von Oberleutnant zur See Hans Oskar Wutsdorff, angegriffen. Der erste Torpedoschuss ging fehl, so dass Wutsdorff trotz der zahlreichen Geleitfahrzeuge um 09:15 Uhr erneut schoss. Dieser Torpedo schlug auf Höhe der Frachträume Nr. 3 und 5 ein. Die verbliebene Mannschaft verließ das Schiff, das mit dem Heck voran zu sinken begann. Um 10:30 Uhr ging Kapitän David als letzter von Bord. Die Justicia kenterte nach Backbord und ging um 13:35 Uhr auf der Position 55° 38′ N, 7° 39′ W unter. Beim Ablaufen wurde UB 124 entdeckt und von den Zerstörern Marne, Milbrook und Pigeon mit Wasserbomben angegriffen. Nach seinem Auftauchen wurde es durch Artilleriefeuer versenkt, wobei zwei der 34 deutschen Seeleute umkamen. Auf der Justicia waren durch die U-Boot-Angriffe zehn Besatzungsmitglieder ums Leben gekommen.
Aufgrund eines Missverständnisses meldete der Admiralstab der Kaiserlichen Marine in einer Kriegsdepesche vom 7. August 1918, dass das U-Boot U 54 unter dem Kommando von Oberleutnant zur See Hellmuth von Ruckteschell die Justicia versenkt habe. Da die 32 überlebenden Mannschaftsmitglieder von UB 124 erst 1919 aus britischer Kriegsgefangenschaft freikamen, konnte der tatsächliche Ablauf erst nach Kriegsende rekonstruiert werden.
Das Wrack der Justicia liegt 28 Meilen nordwestlich von Malin Head in einer Tiefe von 68 Metern. Es liegt auf seiner Backbordseite und die Decks sind teilweise eingebrochen.